# إدوارد بورسيل
إدوارد ميلز بورسيل  (بالإنجليزية: Edward Mills Purcell) عالم فيزيائي أمريكي، ولد في 30 أغسطس 1912 في تيلورفيل بولاية إلينوي وتوفي في 7 مارس 1997 بكامبريدج ماسوسيوشيتس . اكتشف بورسيل الرنين المغزلي لنواة الذرة في عام 1945 واكتشفه في نفس الوقت - كل بمفرده - فليكس بلوخ ، وقد أدى هذا الاكتشاف إلى اختراع مطياف الرنين المغناطيسي النووي (Nuclear Magnetic Resonance-Spectroscopy) ويمكن به دراسة بنية الجزيئات، وله تطبيقات عديدة في الفيزياء والتشخيص الطبي. وحاز الاثنان سويا على جائزة نوبل للفيزياء عام 1952 .

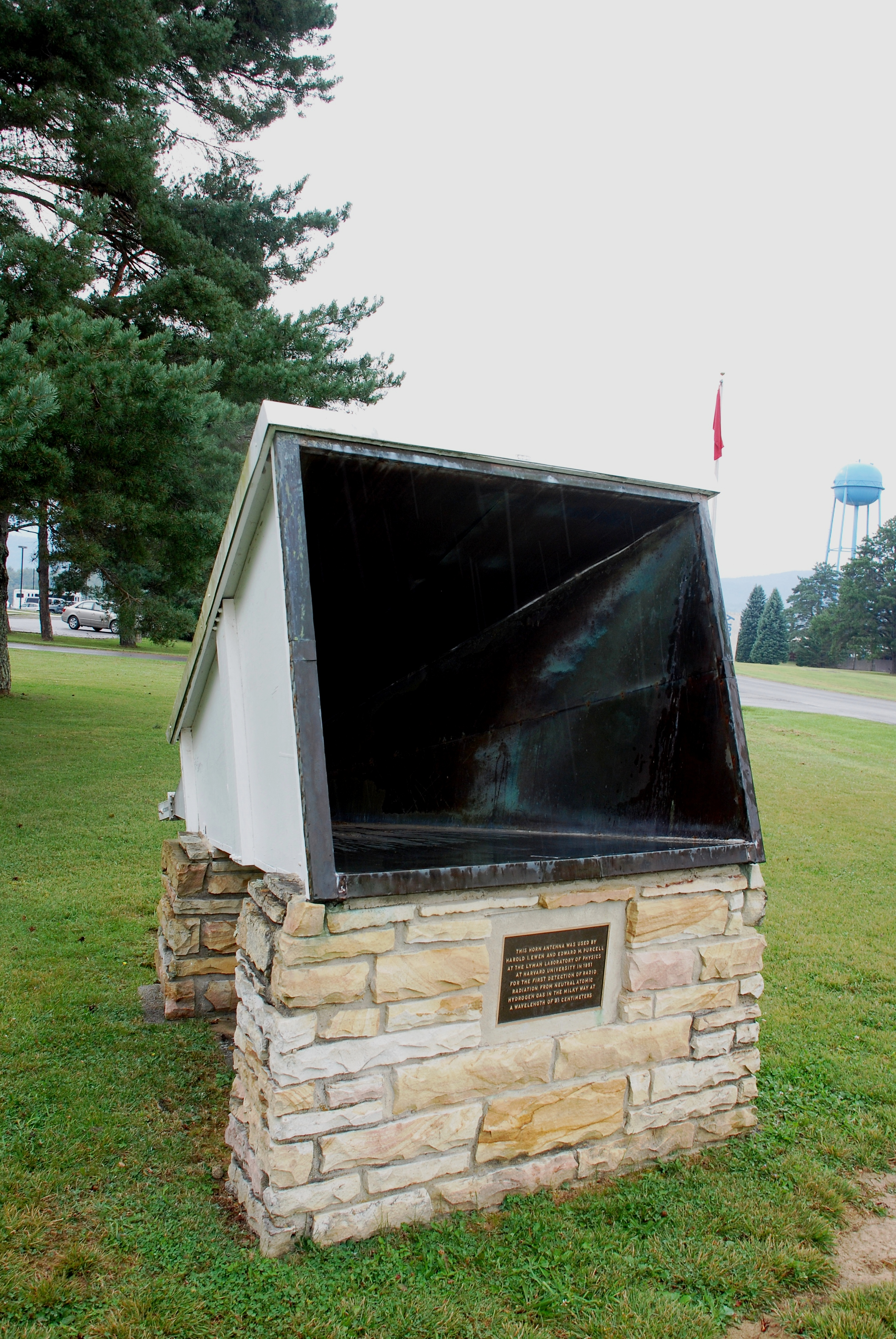
القرن الهوائي المستخدمة من قبل هارولد I. اوين وإدوارد بورسيل في مختبر ليمان للفيزياء في جامعة هارفارد في عام 1951 للكشف الأول من الإشعاع الراديو من غاز الهيدروجين الذري النووي في درب التبانة في الطول الموجي من 21 سم. الآن في المرصد الوطني لعلم الفلك الراديوي.

كما اكتشف إدوارد بورسيل خط طيف ذرة الهيدروجين ذو طول موجة 21 سنتيمتر (تعادل 42و1 ميجا هيرتز (أي 1000.000.000 هيرتز ) عام 1951 الصادر من مجرة الطريق اللبني، مما أوضح تركيب أفرع المجرة . وأصبح هذا الخط (21 سنتيمتر) بصمة وجود ذرات الهيدروجين في الكون .

## روابط خارجية
- إدوارد بورسيل على موقع الموسوعة البريطانية (الإنجليزية)
- إدوارد بورسيل على موقع مونزينجر (الألمانية)
- إدوارد بورسيل على موقع إن إن دي بي (الإنجليزية)